# 真田穰一郎
真田穰一郎（日语：／ Sanada Joichiro，1897年11月21日—1957年8月3日）是大日本帝國陸軍軍人。擔任本土決戰第二總軍副參謀長、陸軍省軍務局長、參謀本部第一部長，最終军阶為陸軍少將。
他被视为东条英机担任首相期间“三奸四愚”中的“四愚”之一（另外三人是木村兵太郎、佐藤賢了和赤松贞雄）。

## 生平
1897年11月21日，真田穰一郎出生在北海道，其父真田嘉七是屯田兵與沼貝町町長，真田是家中七子。曾入北海道廳立札幌第一中學校（現为北海道札幌南高等學校）、仙台陸軍地方幼年學校、陸軍中央幼年學校，在1919年5月於陸軍士官學校畢業（第31期）。同年12月任陸軍步兵第9团步兵少尉任官。
1922年12月，晉升中尉。1924年12月26日入學日本陸軍大學（39期），並於1927年12月6日畢業。
1928年8月，晉升上尉並擔任陸軍步兵第9連隊中隊長。在隔年5月轉任東京警備司令部，同全8月擔任東京警備參謀。
1931年5月，擔任陸軍省副官，隔年8月擔任陸軍省軍務科科員（軍事科）兼整備局科員兼參謀本部員。
1934年8月，晉升少校，在1936年10月赴歐美考察。
1937年3月，轉任陸軍省整備局科員，並於11月晉升中校。
1938年8月，擔任陸軍大臣秘書官兼陸軍省副官，從屬板垣征四郎陸軍大臣。
1939年8月，晉升上校並擔任步兵中的第86連隊隊長。
1940年1月，擔任中国派遣軍參謀與軍作戰課長。
1941年2月，擔任陸軍省軍務局軍事科長，於隔年4月，轉任軍務科長。
1942年12月，擔任參謀本部作戰課長，於隔年8月晉升少將，同年10月就任參謀本部第一部長，轄下有作戰科（第2科）、防衛科（第4科）。
1944年12月，擔任陸軍省軍務局長，隔年3月加入中部軍管區司令部。
1945年4月6日，擔任第二總軍參謀副長直至日本投降。9月回到軍省軍務局。於12月轉為預備役转移。隔年12月開始在陸軍省改編的第一復員省就職，為期1年。
1957年8月3日，真田穰一郎去世，享年59歲。

## 榮譽
- 大日本帝国
  - 1939年11月30日 - 旭日中綬章  [2]
- 滿洲國
  - 1942年12月12日 - 勳二柱國章  [3]

## 文化作品
- 晚年真田的日記收藏於防衛研究所，1984年（昭和59年）細野勉撰寫的個人傳記《緬懷真田穰一郎将軍》出版。
- 《激動的昭和史 沖繩決戰》1971年，東寶電影出品，由藤岡重慶饰演真田。